# 沸点ギリギリ!あっつあつ☆らじお
沸点ギリギリ!あっつあつ☆らじお（ふってんギリギリ!あっつあつらじお）は東北放送ラジオ（TBCラジオ）で毎週土曜日に放送している番組。2010年4月10日より放送開始。2014年10月より『あっつあつ☆らじお』、2020年4月より『あつらじ』のタイトルで放送。
音楽とスポーツの話題を交えて放送する番組である。スポーツは主に東北楽天ゴールデンイーグルスの話題。音楽はリクエストに応えながら来仙したミュージシャンのインタビューを放送することがある。
2022年10月からは、13時から地元宮城出身のサンドウィッチマンがパーソナリティを務めるサンドウィッチマンザ・ラジオショーサタデーをネット、ロジャー大葉の新番組土曜3時はラジオジョッキーになる。改編直前の最終放送日（9月24日）はプロ野球デーゲーム中継放送が予定されていたため、前週の9月17日の最後に、本日がフル放送最終日となることの発表と感謝の言葉が述べられた。

## パーソナリティ
- 伊藤晋平（2016年4月 - 2022年9月10日）
- 林田悟志（2022年9月17日）

### 過去のパーソナリティ
TBCスポーツアナウンサー（週替わり）
- 松尾武
- 飯野雅人
- 守屋周（2014年10月 - 2016年3月まで毎週担当）
- 佐藤修（2011年4月よりTBCスポーツ部部長）
- 柳瀬若菜（元TBCアナウンサー、2010年4月-9月）
- 舟倉薫（2017年4月 - ）

（アシスタント）
- 菅野愛郁

## 放送時間
- 13:55 - 16:00（基本時間）

- 2011年3月までは
  - 第1部：15:00 - 17:25
  - 第2部：17:55 - 19:00（2010年ナイターシーズンオフは第1部のみの放送となる。）

プロ野球シーズン中は「TBCパワフルベースボール」終了後より放送（なお「恵子のいーぐする民謡」が13:30から放送の場合は17:45まで放送。まれに野球が延長等で放送時間内に収まらなく、第1部が休止する場合があった。）。また「TBCパワフルベースボール」が17:55より放送の場合は第2部は休止だった。
- 2020年3月までは
  - 13:55 - 17:00（基本時間）

## コーナー
- サタデー競馬実況中継（15:25 - 15:55（冬期は15:15 - 15:50）、ラジオNIKKEIよりネット受け）

ただし東北楽天ゴールデンイーグルス戦中継の場合はメインレースのみの中継となる。
- 河北新報ニュース（15:05、17:00）
- TBCニュース（16:00）
- 天気予報（16:05、17:05）
- 交通情報（15:10、16:08、17:08）
- 熱いぜ!イーグルス
- ゲストアーティストのコーナー
- Musica Fantastica（ムスィカ ファンタスティカ）
- 週刊あっつあつランキング
- 音楽ファンのためのワイドショー講座